# Mapiri
Mapiri è un comune (municipio in spagnolo) della Bolivia nella provincia di Larecaja (dipartimento di La Paz) con 9.633 abitanti (dato 2001).

## Cantoni
Il comune è suddiviso in 2 cantoni (popolazione 2001):
- Mapiri - 8.988 abitanti
- Sarampiuni - 645 abitanti